# Affaire Troy Davis
Pour les articles homonymes, voir Troy Davis et Davis.
L'affaire Troy Davis est une affaire criminelle survenue aux États-Unis. Troy Davis est jugé coupable du meurtre du policier Mark McPhail survenu le 19 août 1989 à Savannah, condamné à mort et exécuté 22 ans plus tard, le 21 septembre 2011 en dépit d'une importante mobilisation internationale d'associations et de personnalités visant à contester sa culpabilité et du fort écho de cette mobilisation dans les médias.

## Biographie de Troy Davis
Troy Anthony Davis naît le 9 octobre 1968 dans le comté de Butts en Géorgie. Il est l'enfant aîné et fils du vétéran de la Guerre de Corée Joseph Davis et de l'infirmière Virginia Davis,. Le couple divorce lorsque Troy Davis est encore très jeune. Il grandit avec quatre frères et sœurs à Cloverdale, Savannah. Il étudie dans le Windsor Forest High School (en), dans lequel un professeur (qui témoigna à condition de rester anonyme) le décrit comme un élève faible. Il abandonne au bout de deux ans pour pouvoir amener régulièrement sa sœur souffrant de multiples scléroses à l'hôpital ; il la conduit ensuite au lycée tous les jours. Il obtient son diplôme du Centre éducatif Richard Arnold en 1987.
Davis écope d'une condamnation en juillet 1988, après avoir plaidé coupable, pour port d'arme illégal.

## Soirée du 18 au 19 août 1989
Troy Davis est accusé d'avoir les 18 et 19 août 1989, blessé Michael Cooper au cours d'une fusillade, puis au cours de la même soirée, d'avoir agressé Larry Young et tué l'officier Mark MacPhail. 
Dans la soirée du 18 août 1989, Davis assiste à une soirée piscine dans le quartier Cloverdale de Savannah, en Géorgie. Alors qu'il quitte la fête avec son ami Daryl Collins, les occupants d'une voiture qui passe crient des obscénités et commencent à tirer sur un groupe d'adolescents du quartier. Un des adolescents riposte et Michael Cooper, un passager, reçoit une balle dans la mâchoire. Davis et Collins se rendent dans une salle de billard, puis, vers 1h du matin, se trouvent sur le parking d'un restaurant Burger King proche, où ils rencontrent Sylvester "Redd" Coles qui harcèle un sans-abri, Larry Young, qui vient d'acheter de la bière. Young est frappé à la tempe d'un coup de crosse, sans qu'il ait pu identifier son agresseur. 
Le 19 août 1989, vers 1h15 du matin, Mark MacPhail, un policier qui travaillait comme agent de sécurité au Burger King en dehors de son service, tente d'intervenir. Alors qu'il pourchasse les assaillants, il reçoit deux balles : une dans le cœur et une autre dans le visage. Lui-même n'avait pas dégainé son arme. L'expertise balistique montrera que les balles qui l'ont tué proviennent d'un pistolet de calibre 38. L'homme qui a frappé Young puis tiré sur MacPhail portait un tee-shirt blanc, selon les témoins de la fusillade. 
Le soir même de la fusillade, Davis part en voiture avec sa sœur à Atlanta. Le 19 août, Coles se rend à la police de Savannah et dénonce Davis comme étant l'agresseur de Young et le meurtrier du policier. Coles omet de dire à la police qu'il possédait lui-même une arme de calibre .38 qu'il avait sur lui la nuit du tir, ce qu'il reconnaîtra lors du procès. Tôt le matin du 20 août 1989, la police de Savannah perquisitionne la maison des Davis mais ne trouve qu'une paire de shorts de Davis dans un sèche-linge. La famille de Davis a commencé à négocier avec la police, motivée par des inquiétudes quant à sa sécurité. Le 23 août 1989, Davis est de retour à Savannah, et se rend à la police. Il est inculpé pour le meurtre de MacPhail. 
L'arme du crime n'a jamais été retrouvée, et M. Coles a déclaré à la police qu'il avait perdu son arme de calibre 38 qui ne sera donc pas testée. De même, s'il est établi que Michael Cooper a reçu une balle de calibre 38, l'expertise ne permet pas de conclure qu'il s'agit de la même arme qui a tué le policier Mark MacPhail.

## Inculpation et condamnation
Huit autres témoins font une déposition allant dans le même sens que le témoignage de Cole. Le procès de Troy Davis s'achève en 1991 par une condamnation à mort.
Parmi ces neuf témoins, sept d'entre eux se sont ensuite rétractés .

## Recours judiciaires
D'après un rapport d'Amnesty International, sept des neuf témoins qui avaient accusé Troy Davis sont revenus sur leur déposition originale en 1991. Plusieurs ont alors déclaré avoir agi sous la pression des enquêteurs. Parmi eux, un illettré aurait signé sa déposition, rédigée par la police, alors qu'il n'était pas capable de la lire, une jeune femme qui était en liberté conditionnelle aurait eu peur de dire aux policiers qu'elle n'avait pas vu le tireur et enfin Collins, 16 ans au moment des faits, aurait accusé Troy Davis sous la menace de poursuites pour complicité et s'est rétracté dès le procès. 
Parmi les deux témoins à ne pas s'être rétractés, l'un d'eux, Sylvester Coles, a lui-même été accusé du meurtre par plusieurs témoins. L'autre, Steven Sanders, a affirmé que le meurtrier était gaucher, ce qui n'est pas le cas de Davis. Il n'existe aucune preuve matérielle qui pourrait désigner Davis ; sa condamnation repose exclusivement sur les affirmations de ces témoins,.
Une demande déposée par Troy Davis pour un nouveau procès est rejetée le 13 juillet. En effet, en vertu d'une loi votée sous la présidence de Bill Clinton en 1996, l'Antiterrorism and Effective Death Penalty Act, les condamnés à mort n'ont droit qu'à un seul recours fédéral en plus des recours locaux. Or Davis en avait déjà perdu un.
Le 16 juillet 2007, la veille de son exécution, un recours en grâce déposé par Davis est finalement entendu et l'exécution repoussée pour une période maximale de 90 jours. Le 3 août 2007, la Cour suprême de Géorgie accorde, par quatre voix contre trois, un appel discrétionnaire à Troy Davis, avant de finalement statuer contre lui le 17 mars 2008 par quatre voix contre trois.

### Recours devant la Cour suprême
Un nouveau recours demandant le réexamen de l'affaire est déposé par la défense de Troy Davis le 18 juillet 2008 devant la Cour suprême des États-Unis. Le 12 septembre 2008, après une audience au cours de laquelle de nouveaux témoins disculpant Troy Davis et accusant un autre homme sont présentés au Comité des Grâces de l'État de Géorgie (la Géorgie est l'un des trois seuls États américains où le gouverneur n'a pas de droit de grâce), celui-ci confirme la date d'exécution au 23 septembre 2008. Alors que l'exécution doit survenir à 19 heures, la Cour suprême décide, deux heures avant, d'une suspension provisoire, le temps pour elle d'examiner l'appel déposé par les avocats de Davis, selon lesquels il existe de nouveaux éléments démontrant son innocence. Mais le 14 octobre 2008, la Cour suprême rejette le recours. Le lendemain, la juge Penny Haas ordonne son exécution entre le 27 octobre et le 3 novembre comme la loi l'y contraint en l'absence de sursis. L'administration pénitentiaire de l'État décide d'exécuter Davis le premier jour à 19 heures.

### Nouveau report
L'exécution est de nouveau suspendue le 24 octobre 2008 par la Cour d'appel des États-Unis pour le onzième circuit. Le 16 avril 2009, la Cour d'appel statue à son tour contre Davis et lui accorde un sursis de trente jours pour se pourvoir à nouveau devant la Cour suprême fédérale (qui avait rejeté l'affaire en octobre 2008). Le 17 août 2009, la Cour suprême des États-Unis accepte l'appel de Troy Davis et ordonne qu'un juge examine les nouveaux éléments qui pourraient l'innocenter.
Le 24 août 2010, un juge fédéral de Savannah rejette le recours en question après avoir entendu la plupart des témoins. Il estime que les faits nouveaux sont « un écran de fumée » et que « même en connaissance des éléments actuels, la plupart des jurés raisonnables voteraient la culpabilité ». Le juge considère que la plupart des rétractations ne sont que partiellement crédibles voire invraisemblables. Le juge en question et une Cour d'appel fédérale jugent par la suite que Davis doit faire appel de cette décision directement devant la Cour suprême, ce qu'il fait le 21 janvier 2011,. Mais la Cour refuse de se pencher à nouveau sur l'affaire.

## Mobilisation internationale

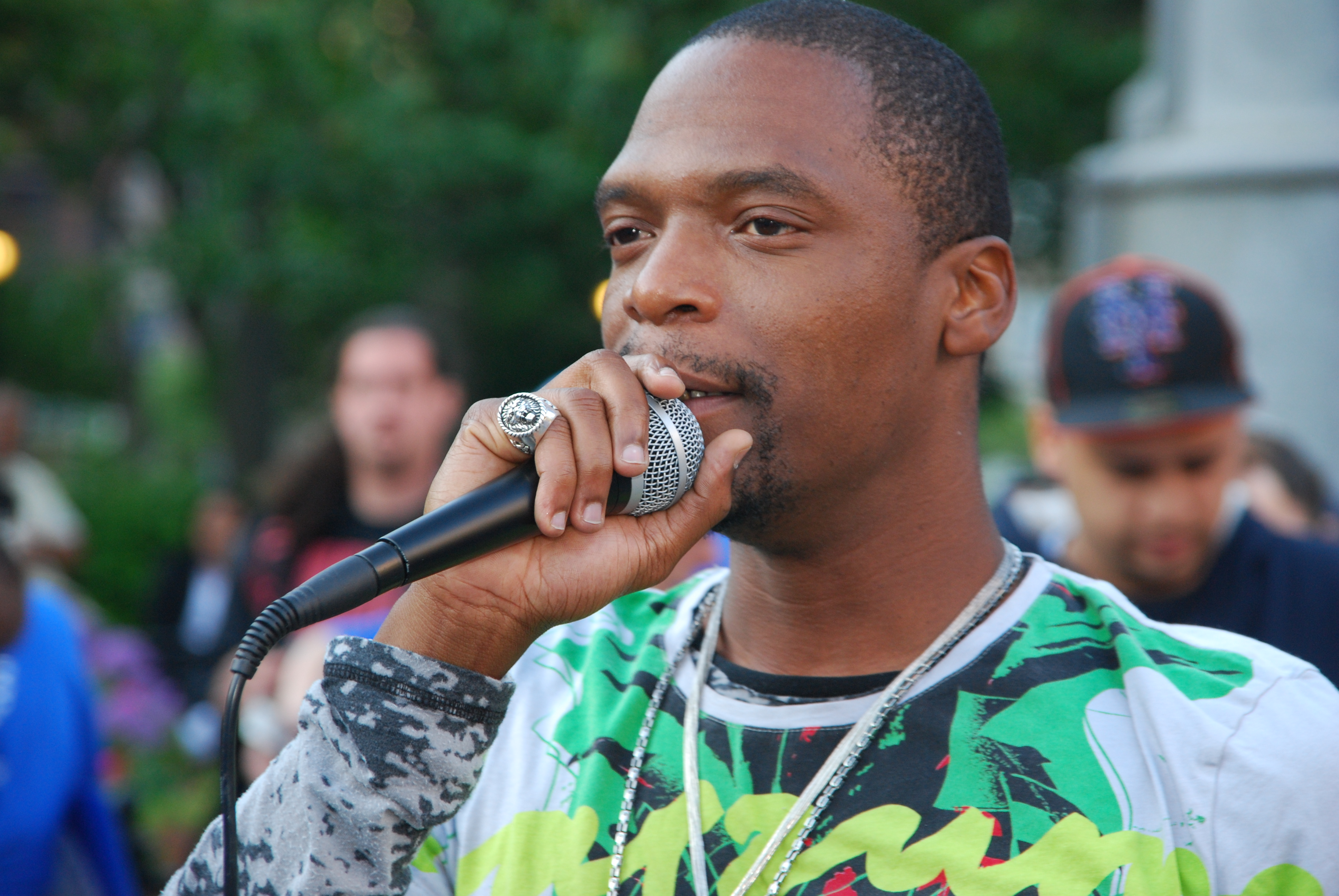
M1, membre du duo de rap Dead Prez, lors d'un meeting de soutien à New York, le 19 mai 2009.

Durant ses années d'emprisonnement, la famille et les proches de Troy Davis, dont le père était l'un des adjoints du shérif de Savannah, se sont mobilisés pour faire annuler le verdict.
De nombreuses organisations et personnalités ont pris position pour soutenir le condamné à mort dans son combat pour la libération. Parmi celles-ci, Amnesty International, le Conseil de l'Europe, le pape Benoît XVI (à travers le nonce apostolique aux États-Unis), John Lewis (figure marquante du mouvement des droits civiques et représentant démocrate de la Géorgie), l'évêque sud-africain Desmond Tutu (prix Nobel de la paix 1984) via une lettre, William Sessions (directeur du FBI sous la présidence de Ronald Reagan, pourtant favorable au principe de la peine de mort), l'ancien président américain Jimmy Carter également au travers d'une lettre ou encore l'actrice américaine Susan Sarandon.

## Ultimes recours et exécution

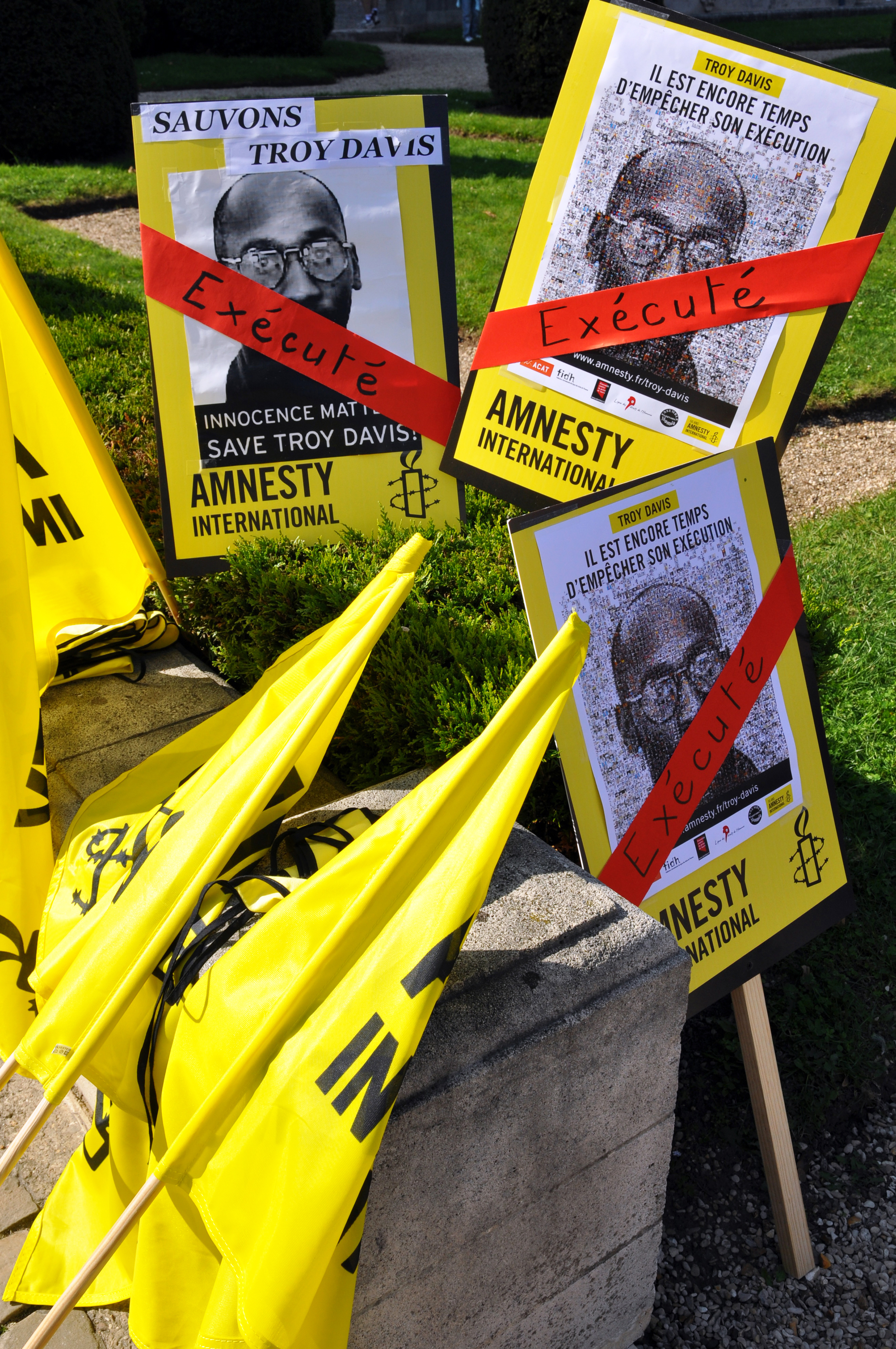
Le 25 septembre 2011 en France, après l'exécution de Troy Davis.

Le 7 septembre 2011, une nouvelle date d'exécution est fixée pour le 21 septembre suivant à 19 heures. Le 20 septembre, le Comité des Grâces, dont trois des cinq membres ont été renouvelés depuis la dernière fois qu'ils ont examiné l'affaire, refuse de gracier Troy Davis. Le président Barack Obama annonce via son porte-parole qu'il refuse d'intervenir.
Après un bref report lié un ultime recours devant la Cour suprême
, qui est rejeté, Troy Davis est exécuté, en présence de la famille MacPhail, à 22 h 53 et déclaré mort à 23 h 8. Dans ses dernières phrases, il clame son innocence : « Que Dieu vous pardonne, vous tuez légalement un homme innocent. »